# Crocifissione di Cristo (Battistello Caracciolo)
La Crocifissione di Cristo è un dipinto olio su tela (151×103,5 cm) di Battistello Caracciolo databile al 1610 circa e conservato presso il Museo nazionale di Capodimonte di Napoli.

## Storia e descrizione
Il dipinto pervenne alle raccolte del Museo di Capodimonte negli anni ottanta del Novecento. In origine la tela era infatti collocata dapprima nel complesso della Real Casa dell'Annunziata a Napoli (seppur non si sa se l'opera venne commissionata direttamente per lo stesso edificio oppure giunse lì solo in un secondo momento) per poi passare nel 1980 al Museo civico di Castel Nuovo.
Dopo una iniziale attribuzione a Mattia Preti, la titolarità della tela è passata al Caracciolo solo nel 1978, a seguito delle analisi di Vincenzo Pacelli e di Ferdinando Bologna, che hanno ricondotto la datazione agli anni giovanili del Battistello, pressoché coevo al Battesimo di Cristo della Quadreria dei Girolamini e intriso dei modi del Caravaggio "napoletano".
La scena ritrae il momento nella Passione di Cristo caratterizzato dalla Sacra spugna; ossia l'attimo in cui i soldati, dopo aver imbevuto di posca una spugna, la legano ad una canna e la portano alle labbra di Gesù, agonizzante in croce, per fargli bere il liquido.
Seppur la tela prende spunti da altre opere del Merisi degli anni napoletani, come l'indumento che indossa il Cristo, simile a quello della Flagellazione di Capodimonte, o come l'impaginazione della scena, che vede una crocifissione ripresa a "tre quarti" e da un punto di vista ribassato, così come fu per la Crocifissione di Sant'Andrea di Cleveland, nella Crocifissione del Caracciolo si riscontrano comunque elementi caratterizzanti e peculiari della sua pittura, ad evidenziarne la crescita personale acquisita mediante l'assimilazione e la rielaborazione in chiave propria del naturalismo caravaggesco in senso stretto. L'opera evidenzia infatti una sostanziale monocromia nell'uso dei colori, caratteristica questa che interessa molte opere giovani del Caracciolo, dominata principalmente dall'uso del marrone e del bianco, quest'ultimo rischiarato da un unico punto luce proveniente da destra e che se da un lato coglie in pieno tutto il corpo di Cristo, dall'altro lascia nella quasi totale ombra le figure poste in basso alla composizione. 